# Вальдхайм, Курт
Курт Йо́зеф Ва́льдхайм, (нем. Kurt Josef Waldheim; 21 декабря 1918, Санкт-Андре-Вёрдерн, Нижняя Австрия — 14 июня 2007, Вена) — австрийский дипломат, политический и государственный деятель; 4-й генеральный секретарь ООН (1972—1981), президент Австрии (1986—1992). 
Во время избирательной кампании на пост президента 1986 года были обнаружены скрываемые им факты его членства в штурмовых отрядах, службы офицером вермахта во время Второй мировой войны и вероятное его соучастие в военных преступлениях против населения Югославии, что вызвало скандал и его последующую международную изоляцию.

## Биография
Курт Вальдхайм родился в посёлке Санкт-Андре-Вёрдерн, Нижняя Австрия. Его отец, чех по происхождению, носил фамилию Вацлавик (Watzlawick, оригинальное чешское правописание Václavík), но в год рождения Курта, после распада Австро-Венгерской империи, сменил её на немецкую.
После окончания школы служил в австрийской армии в 1936—1937 годах. После аншлюса Австрии в 1938 году вступил в ряды Национал-социалистического союза студентов Германии. Через некоторое время пошёл добровольцем в СА.
Во время Второй мировой войны служил:
- В действующей армии германских войск на Восточном фронте, 1941—1942 (до весны 1942 года).
- Переводчик и офицер связи в 5-й альпийской дивизии «Пустерия», апрель — май 1942 года.
- Офицер связи в Kampfgruppe West (Босния), лето 1942 года.
- Переводчик и офицер связи в 9-й немецкой армии, лето 1942 года.
- Офицер штаба и переводчик 11-й итальянской армии группы армий «Юг» (Heeresgruppe Süd) на территории Греции, июль-октябрь 1943 года.
- Офицер штаба группы армий «E» в звании обер-лейтенанта, с октября 1943 до февраля 1945 года.

За боевые заслуги награждён:
- Железный крест 2-го класса.
- Медаль «За зимнюю кампанию на Востоке 1941/42».
- Медаль Короны короля Звонимира (Независимое государство Хорватия).

В автобиографии, вышедшей в 1985 году, утверждал, что после ранения, полученного в 1941 году, был освобождён от службы на фронте и оставшееся время войны посвятил учёбе в Венском университете. Однако позже нашлись документы и свидетельства, доказывающие, что его военная служба продолжалась до 1945 года, а с марта 1943 по март 1945 года Вальдхайм состоял в качестве адъютанта при генерале Лёре. В 1944 году вступил в брак. В 1945 году получил степень доктора юриспруденции в Венском университете.
После окончания войны Курт Вальдхайм поступил на дипломатическую службу. Наблюдатель Австрии при ООН в 1955—1956, чрезвычайный и полномочный посол Австрии в Канаде в 1956—1960 годах, Постоянный представитель Австрии при ООН в 1964—1968 годах.
В 1968 году вошёл в состав консервативного кабинета Йозефа Клауса в качестве министра иностранных дел. После поражения своей партии на всеобщих выборах в 1970 году вернулся на пост Полномочного представителя Австрии при ООН.

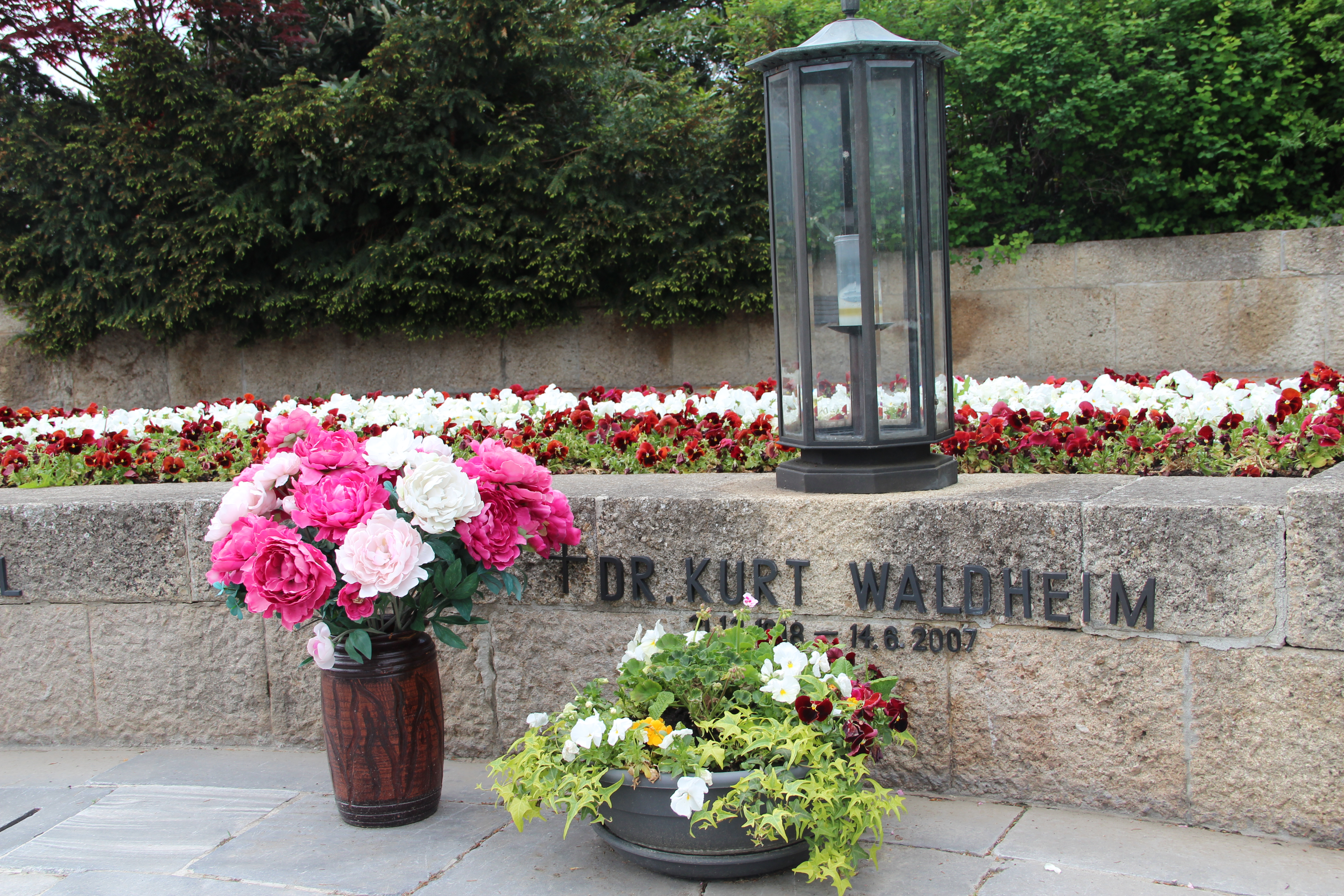
Надгробие Курта Вальдхайма в президентском склепе Центрального кладбища Вены

В 1971 году был выдвинут кандидатом на пост федерального президента Австрии от Австрийской народной партии, но потерпел поражение. В том же году Курт Вальдхайм был избран Генеральным секретарём ООН, а в 1976 году был переизбран на второй срок. В СССР отношение к нему было положительным, были изданы переводы на русский язык его книг «Единственная в мире должность» и «Австрийский путь».
В 1986 году Курт Вальдхайм вновь был выдвинут кандидатом в президенты Австрии. За два месяца до выборов благодаря расследованию американского «охотника за нацистами» Эли Розенбаума обнаружились документы, свидетельствовавшие о нацистском прошлом Курта Вальдхайма. Он служил в Греции и Югославии, а югославская комиссия по военным преступлениям требовала его выдачи по обвинению в причастности к расправе в Козаре.
Тем не менее, 8 июня 1986 года Курт Вальдхайм был избран президентом Австрии и пробыл на этом посту один срок. Годы его правления осложнены ухудшением отношений с рядом стран: Израиль в то время отозвал из Австрии своего посла. Кроме того, Вальдхайму отказали в визитах США и большинство европейских и западных стран.
В 1988 году американский историк Роберт Герцштейн опубликовал книгу «Вальдхайм: пропавшие годы», которая, помимо раскрытия личной деятельности бывшего генсека ООН, также стала поводом для публичного обсуждения соучастия Австрии в преступлениях нацистского режима. По словам Герцштейна, тот факт, что «Вальдхайм играл значительную роль в военных подразделениях, которые, несомненно, совершили военные преступления, делает его по меньшей мере моральным соучастником этих преступлений», хотя он лично не принимал участия, не отдавал приказов и не подстрекал к совершению военных преступлений. При этом найденные Герцштейном в архивах документы доказывали, что Вальдхайм во время службы в оккупированной Греции был «пособником актов депортации» и других военных преступлений. По мнению Герцштейна, «трудно поверить, что этот амбициозный молодой штабной офицер, успех которого во многом основывался на его способности быть в курсе происходящего, мог не заметить, что большая часть еврейской общины Салоник — почти треть населения города — была отправлена в Освенцим».
Помимо родного немецкого, свободно владел также английским, французским и итальянским языками.
Скончался 14 июня 2007 года от сердечной недостаточности. Похоронен в президентском склепе венского Центрального кладбища.

## Личная жизнь
В 1944 году вступил в брак с Элизабет Вальдхайм (1922—2017), урождённой Ритчел. В браке родились дочери Лизелотте и Криста, сын Герхард. Криста Вальдхайм-Карас замужем за австрийским политиком, депутатом Европарламента Отмаром Карасом.

## Награды
- Большая звезда Почёта за Заслуги перед Австрийской Республикой (1986)
- Орден Пия IX (Ватикан, 1994)
- Медаль «За зимнюю кампанию на Востоке 1941/42»
- Железный крест 2-го класса
- Медаль Короны короля Звонимира (Хорватия)
- Орден Святых Михаила и Георгия (Великобритания)
- Орден Улыбки (Польша)